# Xã Marlboro, Quận Stark, Ohio
Xã Marlboro (tiếng Anh: Marlboro Township) là một xã thuộc quận Stark, tiểu bang Ohio, Hoa Kỳ. Năm 2010, dân số của xã này là 4.356 người.